# Курдов, Атанас
Атанас Курдов (болг. Атанас Курдов; 28 сентября 1988, Пловдив, Болгария) — болгарский футболист, нападающий клуба «Локомотив» (София).

## Биография
Начинал заниматься футболом в родном городе в клубе «Марица», затем переехал в столицу и окончил юношескую школу при футбольном клубе «Левски». В 2007 году был на просмотре в «Селтике» и «Тоттенхэме».
9 июля 2007 года Курдов подписал четырёхлетний контракт с футбольным клубом «Байер 04», играл за его резервную команду. В своём первом сезоне в Германии он сыграл 26 матчей и забил 10 голов за «Байер II», в следующих сезонах получал меньше игровой практики, а в 2009 году ненадолго был отдан в аренду в швейцарский «Винтертур». Летом 2010 года был освобождён из клуба.
24 августа 2010 года подписал контракт с болгарским футбольным клубом «Ботев» из Пловдива, выступавшим тогда в третьем дивизионе. В сезоне 2010/11 «Ботев» выиграл 37 игр из 38 проведённых, а Курдов стал лучшим бомбардиром турнира с 46 забитыми мячами. В игре против «Стамболово» 31 октября 2010 года он забил 4 гола, причём три из них — в течение трёх минут. В январе 2011 года Курдова приглашали в «Лудогорец», но из-за противодействия фанатов переход не состоялся. В сезоне 2011/12 «Ботев» заслужил право на выход в высший дивизион и после этого руководство клуба отпустило Курдова и ещё 15 игроков в качестве свободных агентов.
В августе 2012 года Курдов подписал годичный контракт с принципиальными соперниками «Ботева» — «Локомотивом» из Пловдива. Фанаты «Локомотива» негативно встретили новичка, так как не только сам Атанас, но и его отец и старший брат были в прошлом игроками «Ботева». Футболист сыграл 10 матчей в осенней части чемпионата, в которых не забил ни одного гола.
Летом 2013 года Курдов присоединился к софийской «Славии» и за неполный сезон забил 11 голов.
В клуб «Астана» Курдов перешёл в феврале 2014 года и взял себе номер 76. В матче против павлодарского «Иртыша» футболист оформил свой первый хет-трик в премьер-лиге, в той игре он стал героем матча и помог своей команде изменить счёт с 1:3 на 4:3. По итогам сезона Курдов со своим клубом стал чемпионом Казахстана.

## Личная жизнь
Отец Атанаса — Петар Атанасов Курдов — неоднократный чемпион Болгарии по футболу в составе «Левски», играл также в Германии и Испании. Старший брат Евгений тоже был футболистом, играл в высшей лиге Болгарии.